# Strzelcy konni II RP
Strzelcy konni II RP – obok ułanów, szwoleżerów, jeden z rodzajów jazdy (od 1924 kawalerii) Wojska Polskiego II RP.

## Pułki szwoleżerów Armii Polskiej we Francji
1. 3. i 4. pułki szwoleżerów. tworzone na ziemi francuskiej i włoskiej funkcjonowały między 14 lipca 1917 a  4 maja 1919 roku.
Służyli w nich w większości Polacy — ochotnicy ze Stanów Zjednoczonych oraz Polacy z niemieckich i austriackich obozów jenieckich.  Część pochodziła ze  starej emigracji polskiej z Francji, Belgii i Holandii oraz krajów zamorskich: Argentyny i Brazylii. 
Byli też żołnierze z Rosyjskiego Korpusu Posiłkowego stacjonującego we Francji i w Salonikach.

Pułki szwoleżerów spełniały w zasadzie rolę kawalerii dywizyjnej. Nazwę „pułk”stosowano ze względów ewidencyjnych. Jednostką taktyczną był dywizjon
Dywizjon składał się z drużyny dowódcy, dwóch szwadronów liniowych i drużyny karabinów maszynowych.
Umundurowanie, oporządzenie i uzbrojenie było francuskie. Polskość akcentowano wprowadzając  rogatywkę z orzełkami jagiellońskimi. Na naramiennikach umieszczono orzełki, a numery pułkowe  na amarantowych patkach kołnierzy. Stopnie zapożyczono z armii francuskiej.

## Dragoni
W 1919 postanowiono utworzyć jazdę dywizyjną. Latem sformowano trzy pułki dragonów: 1, 2 i 3. Za 4 pułk dragonów uważano pułk jazdy przybyły z Francji z armią gen. Hallera. Pułki działały w sposób zdecentralizowany. Poszczególne szwadrony były podporządkowane oddziałom piechoty. Dowódcy pułków pełnili rolę inspektorów jazdy dywizyjnej. Zewnętrzną oznaką dragonów były zielone łapki z guzikiem na kołnierzu. Na uzbrojeniu nie posiadali lanc. Termin "dragon" nie był popularny w Wojsku Polskim. Kojarzył się z armiami państw zaborczych.
W październiku 1919 pułki dragonów przemianowano na pułki strzelców konnych. Strzelcom konnym zdjęto więc zielone łapki dragońskie.
| Pułki dragonów w czerwcu 1919        | Pułki dragonów w czerwcu 1919 | Pułki dragonów w czerwcu 1919        | Pułki dragonów w czerwcu 1919        |
| 1 pułk dragonów                      | 2 pułk dragonów               | 3 pułk dragonów                      | 4 pułk dragonów                      |
| ------------------------------------ | ----------------------------- | ------------------------------------ | ------------------------------------ |
| 4 pułk szwoleżerów „Błękitnej Armii” | 5 szwadron 7 pułku ułanów     | szwadron kawalerii lwowskiej „Wilki” | 1 pułk szwoleżerów „Błękitnej Armii” |
| szwadron 9 pułku ułanów              | 4 szwadron 3 pułku ułanów     | 2 szwadron jazdy wołyńskiej          | 2 pułk szwoleżerów „Błękitnej Armii” |
| 5 szwadron „Błękitnej Armii”         | szwadron 2 pułku szwoleżerów  | 1 szwadron 2 pułku ułanów            |                                      |
|                                      | szwadron 6 pułku ułanów       |                                      |                                      |

## Strzelcy konni

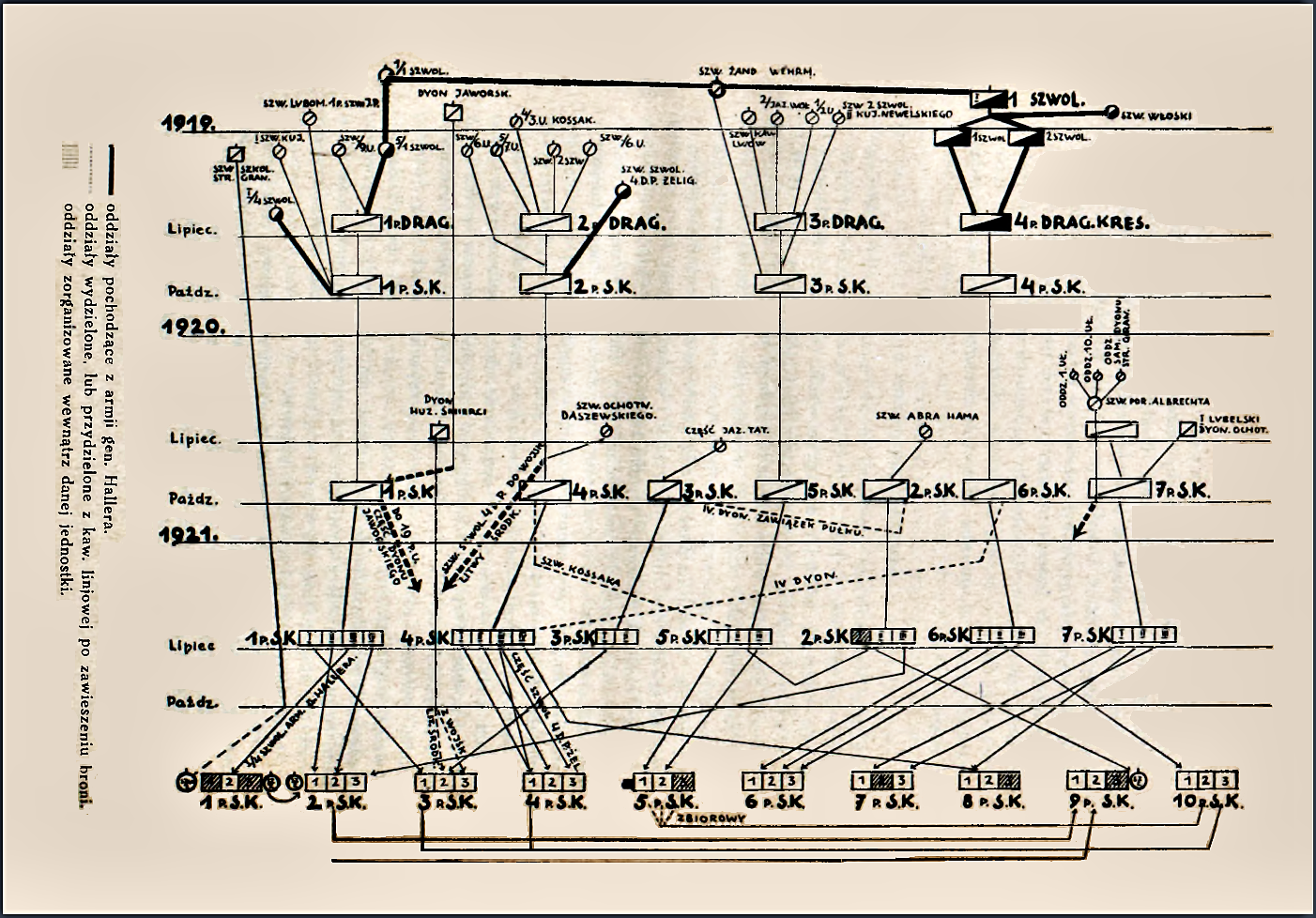
Reorganizacja kawalerii dywizyjnej

Wiosną 1920 w każdym szwadronie zapasowym strzelców konnych sformowano rezerwowy dywizjon dla uzupełnienia walczących wojsk. W Grudziądzu powstał 5 pułk strzelców konnych (późniejszy 7), a w październiku pięć już istniejących pułków strzelców konnych przeformowano w siedem.
Według nowych etatów wojennych, w skład pułku wchodziły trzy dywizjony z numeracją I–III, oraz szwadron zapasowy. Dywizjon składał się z dowództwa dyonu, plutonu ckm na taczankach i dwóch szwadronów z wewnętrzną numeracją pułkową 1–6.
Szwadron zapasowy dzielił się na dowództwo ze sztabem i sekcją łączności, oraz oddziały: rekrutów, ozdrowieńców, ujeżdżania koni i karabinów maszynowych.
Kolejne pułki powstały już po wojnie polsko-bolszewickiej. Ministerstwo Spraw Wojskowych, chcąc aby każdy korpus miał swój pułk kawalerii
dywizyjnej, nakazało w październiku 1921 formację dalszych trzech pułków strzelców konnych. Pułki te organizowały się: 8. w Zgierzu, 9. we Włodawie, 10. w Łańcucie. W ich skład weszły zaprawione w bojach dywizjony i szwadrony z pozostałych pułków strzelców konnych.
Każdy pułk otrzymał numer korpusu w obrębie którego kwaterował, przy czym nie zwracano uwagi na dotychczasową ich numerację.
W przyjętej, w 1921, pokojowej organizacji jazdy zdecydowano się na pozostawienie dziesięciu pułków strzelców konnych, jako jazdy dywizyjnej. Pułki podporządkowane zostały dowódcom okręgów korpusów na terenie, których stacjonowały bądź eksterytorialnie.
W 1924 pułki strzelców konnych przestały pełnić funkcję kawalerii dywizyjnej. Weszły one w skład nowo powstających brygad kawalerii jako ich organiczne oddziały.

## Barwa
24 marca 1927 Minister Spraw Wojskowych wprowadził w pułkach strzelców konnych barwne otoki na czapkach oficerów i szeregowych:
 pułki strzelców konnych 1, 2, 3 i 4 otrzymały otoki amarantowe,
 pułki strzelców konnych 5, 6, 7 i 8 otrzymały otoki białe,
 pułki strzelców konnych 9 i 10 otrzymały otoki żółte.

## Organizacja pokojowa pułku strzelców konnych w 1923
- Dowództwo pułku
- 1 szwadron
- 2 szwadron
- 3 szwadron
- oddział szkolny karabinów maszynowych (dwa ckm-y)
- pułkowa szkoła podoficerska
- kadra szwadronu zapasowego

W skład dowództwa pułku wchodziły następujące osoby funkcyjne i komórki organizacyjne:
- dowódca
- zastępca dowódcy pułku
- starszy lekarz[e]
  - lekarz
  - patrol sanitarny
- starszy lekarz weterynarii[f]
  - lekarz weterynarii
- oficer kasowy
  - podoficer mundurowy
- oficer prowiantowy
- sztab
- Sekcja Administracyjno-Taborowa

Każdy z trzech szwadronów składał się z dowództwa, czterech plutonów, patrolu telefonicznego i sekcji administracyjno-taborowej. W skład każdego z czterech plutonów wchodziły trzy sekcje liniowe i dwie obsługi ręcznych karabinów maszynowych.

## Odznaki pułkowe

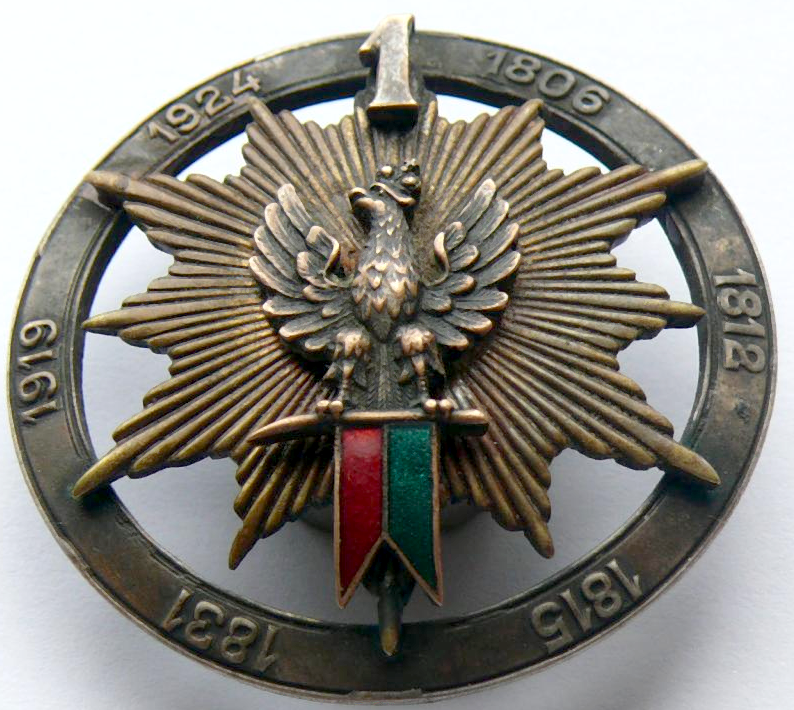
1 pułk strzelców konnych
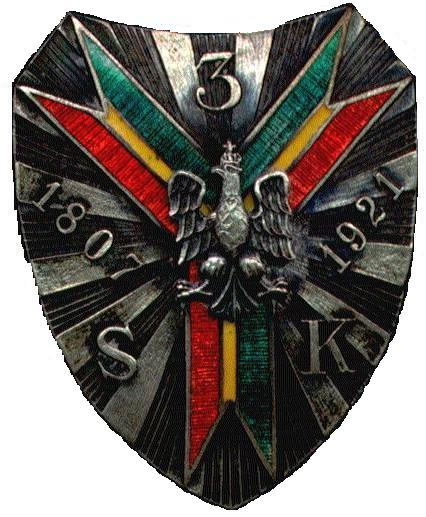
3 pułk strzelców konnych
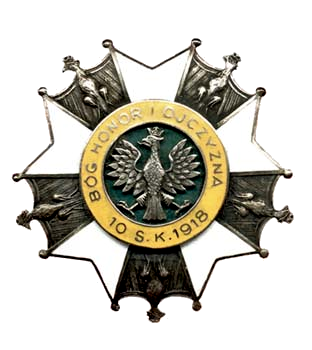
10 pułk strzelców konnych